# Wales Open 2010
Het Wales Open was een golftoernooi van de Europese PGA Tour. In 2010 werd het weer op 'The Twenty Ten Course' op het Celtic Manor Resort gespeeld, vandaar dat het toernooi officieel The Celtic Manor Wales Open heet.
Het prijzengeld was £ 1.800.000, titelverdediger was Jeppe Huldahl.

## De baan
Voorheen werd het toernooi op een andere van hetzelfde Resort gespeeld. Deze par-71 baan is in 2007 geopend. Er zijn niet veel bunkers, maar er zijn veel waterpartijen. De heuvels langs de laatste holes vormen natuurlijke tribunes voor toeschouwers. In 2010 zal ook de Ryder Cup op deze baan gespeeld worden.
| Hole   | 1   | 2   | 3   | 4   | 5   | 6   | 7   | 8   | 9   | Out  | 10  | 11  | 12  | 13  | 14  | 15  | 16  | 17  | 18  | In   | Totaal |
| ------ | --- | --- | --- | --- | --- | --- | --- | --- | --- | ---- | --- | --- | --- | --- | --- | --- | --- | --- | --- | ---- | ------ |
| Meters | 425 | 558 | 173 | 422 | 396 | 386 | 195 | 401 | 530 | 3486 | 192 | 514 | 419 | 173 | 443 | 345 | 456 | 193 | 526 | 3261 | 6747   |
| Yards  | 465 | 610 | 189 | 461 | 433 | 422 | 213 | 439 | 580 | 3812 | 210 | 562 | 458 | 189 | 485 | 377 | 499 | 211 | 575 | 3566 | 7378   |
| Par    | 4   | 5   | 3   | 4   | 4   | 4   | 3   | 4   | 5   | 36   | 3   | 5   | 4   | 3   | 4   | 4   | 4   | 3   | 5   | 35   | 71     |

## Verslag

### Ronde 1
Chris Wood, rookie van 2009, eindigde in de afgelopen drie toernooien in de top-10. Hier maakte een eerste ronde van 65, hetgeen gelijk is aan het baanrecord. Het is bijna een thuiswedstrijd voor hem, want hij woont in Bristol, aan de andere kant van de tolbrug over de Severn.
Bradley Dredge (66) en Rhys Davies (67) zijn de beste Welsh spelers na deze ronde. Er staan 24 spelers onder par.

### Ronde 2
Marcel Siem, die in Europa nog nooit een toernooi van de Europese Tour heeft gewonnen, deelt na de tweede ronde de leiding met Andrew Dodt, die eerder dit jaar de Avantha Masters in New Delhi won. Beiden staan 6 onder par. De derde plaats wordt ingenomen door Thomas Bjørn met -5.

### Ronde 3
Marcel Siem heeft de leiding vastgehouden met een goede ronde van 66. Gonzalo Fernández-Castaño maakte ook 66 en staat nu op de tweede plaats met Thomas Bjørn. Graeme McDowell verbeterde het toernooirecord en scoorde 64. Maarten Lafeber bleef met een ronde van -2 in de top-10.

### Ronde 4
Rhys Davies verbeterde het toernooirecord met een ronde waarbij twee eagles hem aan een score hielpen van 62. Graeme McDowell verbeterde zijn eigen record van zaterdag en won het toernooi.

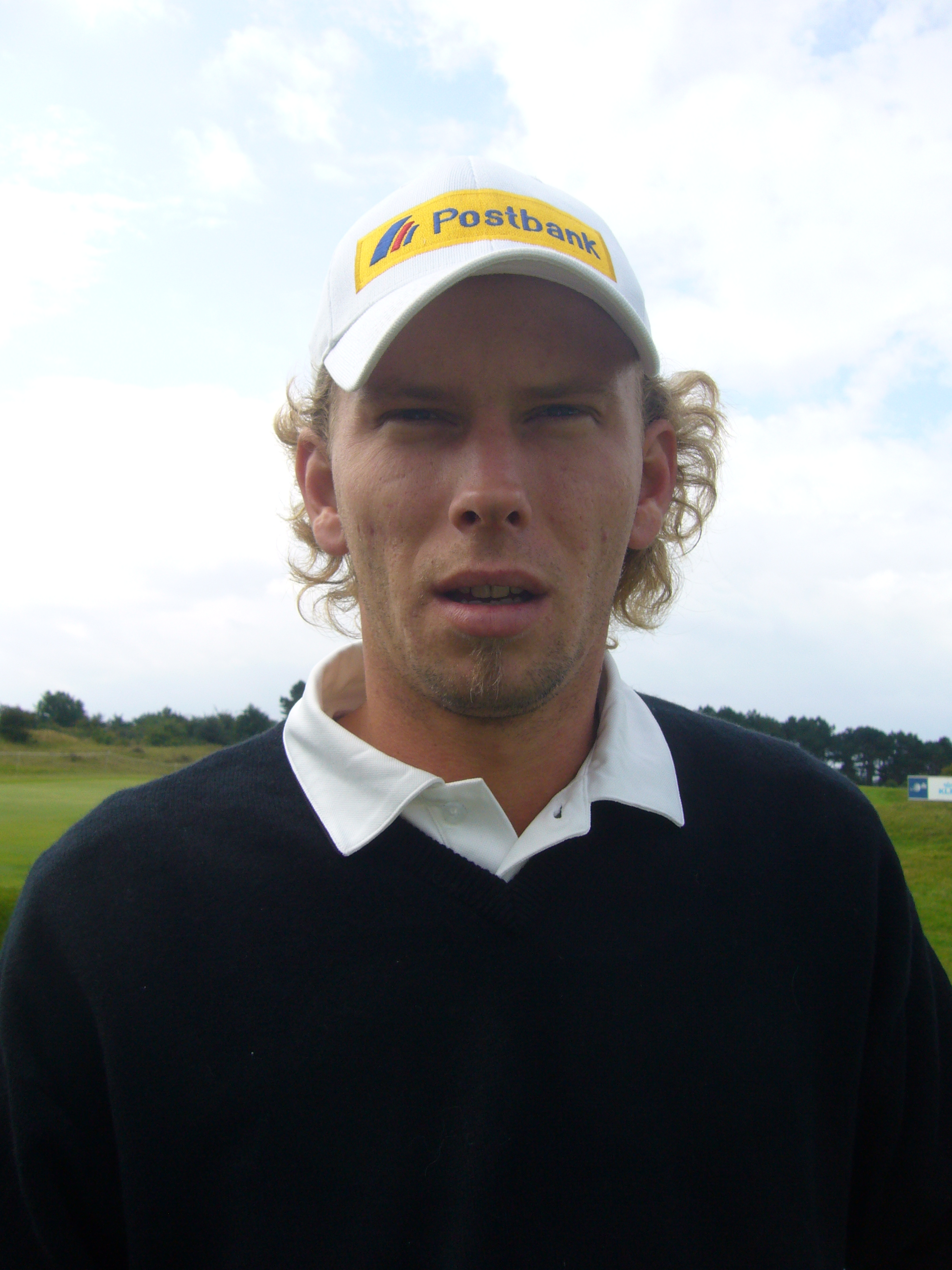
Marcel Siem.

| Eindstand | Naam                      | R1 | Score | Nr  | R2 | Score | Totaal | Nr   | R3 | Score | Totaal | Nr  | R4 | Score | Totaal |
| --------- | ------------------------- | -- | ----- | --- | -- | ----- | ------ | ---- | -- | ----- | ------ | --- | -- | ----- | ------ |
| 1         | Graeme McDowell           | 72 | +1    | T31 | 70 | -1    | par    | T36  | 64 | -7    | -7     | T4  | 63 | -8    | -15    |
| 2         | Rhys Davies               | 67 | -4    | T4  | 73 | +2    | -2     | T9   | 70 | -1    | -3     | T17 | 62 | -9    | -12    |
| 7         | Marcel Siem               | 69 | -2    | T16 | 67 | -4    | -6     | 1    | 66 | -5    | -11    | 1   | 74 | +3    | -8     |
| T12       | Gonzalo Fernández-Castaño | 68 | -3    | T8  | 71 | par   | -5     | T8   | 68 | -3    | -8     | T2  | 75 | +4    | -4     |
| T12       | Nicolas Colsaerts         | 74 | +3    | T98 | 71 | par   | +3     | T65  | 68 | -3    | par    | T32 | 67 | -4    | -4     |
| T12       | Maarten Lafeber           | 70 | -1    | T24 | 68 | -3    | -4     | T4   | 69 | -2    | -6     | T7  | 73 | +2    | -4     |
| T18       | Bradley Dredge            | 66 | -5    | T2  | 73 | +2    | -3     | T9   | 72 | +1    | -2     | T21 | 70 | -1    | -3     |
| T39       | Andrew Dodt               | 66 | -5    | T2  | 70 | -1    | -6     | 1    | 75 | +4    | -2     | T21 | 75 | +4    | +2     |
| T46       | Chris Wood                | 65 | -6    | 1   | 76 | +5    | -1     | T21  | 70 | -1    | -2     | T21 | 76 | +5    | +3     |
| MC        | Robert-Jan Derksen        | 71 | par   | T40 | 78 | +7    | +7     | T104 |    |       |        |     |    |       |        |

## De spelers
| - Felipe Aguilar - Thomas Aiken - Fredrik Andersson Hed - Phillip Archer - Peter Baker - Sion E. Bebb - Thomas Bjørn - Richard Bland - Grégory Bourdy - Gary Boyd - Paul Broadhurst - Mark Brown - Andrew Butterfield - Rafael Cabrera Bello - Michael Campbell - Ariel Cañete - Clodomiro Carranza - Christian Cévaër - S S P Chowrasia - Gary Clark - Darren Clarke - George Coetzee - Robert Coles - Nicolas Colsaerts - Andrew Coltart - Rhys Davies - François Delamontagne - Robert-Jan Derksen - David Dixon - Stephen Dodd - Andrew Dodt - Luke Donald - Jamie Donaldson - Nick Dougherty - Bradley Dredge - Scott Drummond - David Drysdale - Simon Dyson - Rafa Echenique - Johan Edfors | - Jamie Elson - Gonzalo Fernández-Castaño - Kenneth Ferrie - Ross Fisher - Niclas Fasth - Richard Finch - Alastair Forsyth - Mark Foster - Marcus Fraser - Stephen Gallacher - Chris Gane - Ignacio Garrido - Jean-Baptiste Gonnet - Ricardo González - Tano Goya - Richard Green - Stephan Gross Jr. - Julien Guerrier - Mark F Haastrup - Anton Haig - Anders Hansen - Søren Hansen - Pádraig Harrington - Grégory Havret - Benjamin Hebert - Peter Hedblom - David Horsey - David Howell - Jeppe Huldahl - Sam Hutsby - Mikko Ilonen - Raphaël Jacquelin - Steven Jeppesen - Miguel Angel Jiménez - Eirik Tage Johansen - Michael Jonzon - Anthony Kang - Martin Kaymer - Simon Khan - James Kingston | - Søren Kjeldsen - Maarten Lafeber - Barry Lane - José Manuel Lara - Pablo Larrazábal - Paul Lawrie - Peter Lawrie - Danny Lee - José-Filipe Lima - Sam Little - Gary Lockerbie - Shane Lowry - Jean-François Lucquin - Mikael Lundberg - David Lynn - Pablo Martín - Gareth Maybin - Andrew McArthur - Graeme McDowell - Richard McEvoy - Paul McGinley - Ross McGowan - Damien McGrane - Edoardo Molinari - Edoardo Molinari - Francesco Molinari - Colin Montgomerie - James Morrison - Gary Murphy - Chapchai Nirat - Alexander Norén - Henrik Nyström - Steven O'Hara - Peter O'Malley - Fredrik Ohlsson - Louis Oosthuizen - Gary Orr - John Parry - Phillip Price - Julien Quesne | - Alvaro Quiros - Richie Ramsay - Jyoti Randhawa - Robert Rock - Carlos Rodiles - Marco Ruiz - Brett Rumford - James Ruth - Jarmo Sandelin - Marcel Siem - Patrik Sjöland - Graeme Storm - Scott Strange - Carl Suneson - Andrew Tampion - Simon Thornton - Daniel Vancsik - Anthony Wall - Paul Waring - Steve Webster - Peter Whiteford - Danny Willett - Oliver Wilson - Chris Wood - Fabrizio Zanotti Door sponsor uitgenodigd - Oliver Fisher - Garry Houston - Stuart Manley - Craig Smith - Kyron Sullivan - Craig Wilson Regionale Order of Merit - Neil Cheetham - Jason Powell - Marc Warren - Michael Watson |

Zie ook: Europese PGA Tour 2010
2010 · 2011 · 2012 · 2013 · 2014